# Відеокамера

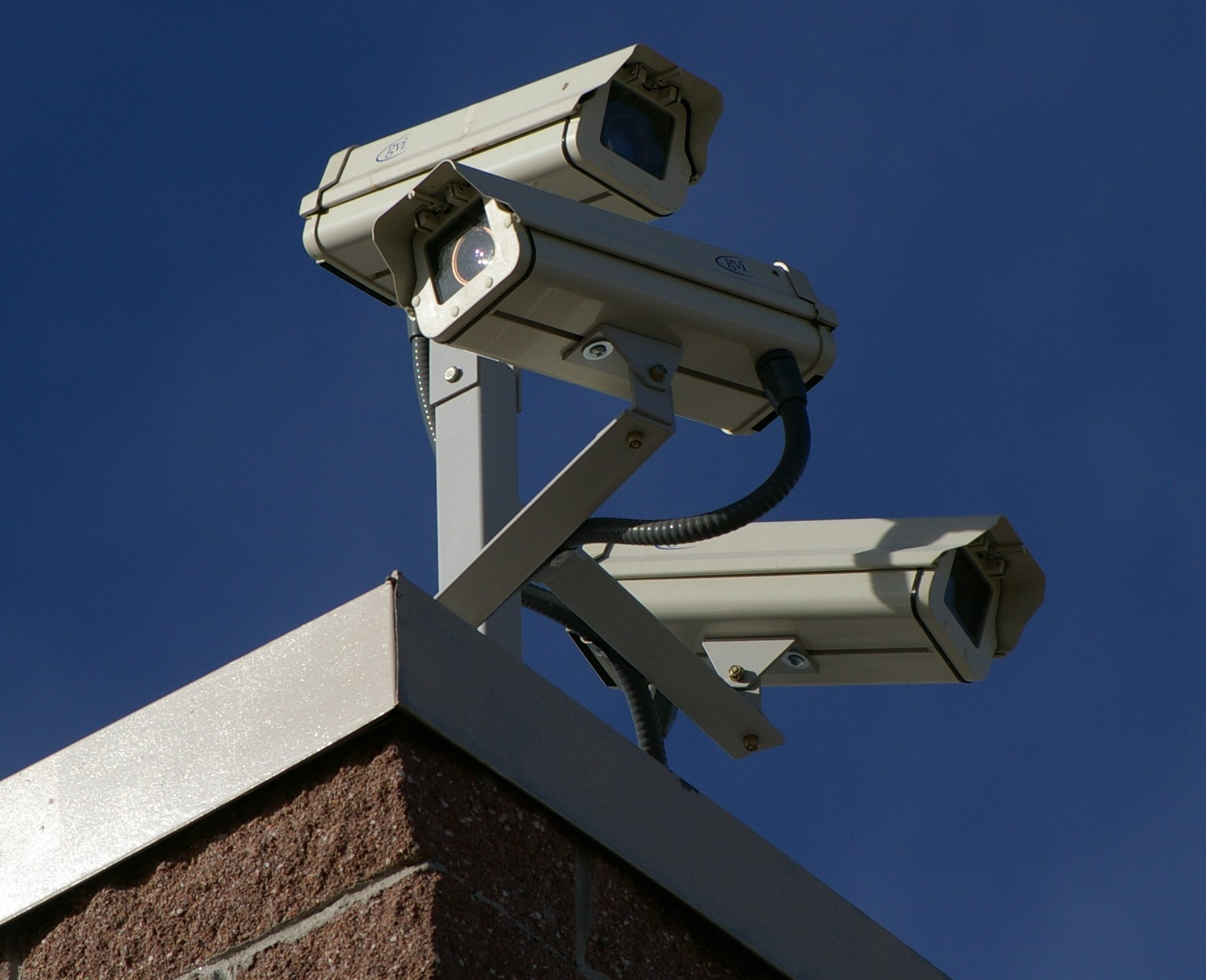
Камери спостереження

Відеокамера — електронний кінознімальний апарат, пристрій для отримання оптичних образів об'єктів за допомогою зйомки на світлочутливому елементі, пристосований для запису або передавання зображення у русі.

## Історія
Найперші відеокамери було створено шотландським інженером Джоном Логі Бердом, вони працювали на електромеханічному диску Ніпкова і були використанні BBC в експериментальних передачах 1930 року.
Цілком-електронні розробки засновано на електронно-променевій трубці, як наприклад Іконоскоп Володимира Зворикіна та дисектор Філа Фарнсуорта, витіснили систему Джона Берда 1940 року і залишалися у широкому використанні до 1980 року, коли почали робити відеокамери засновані на КМОН технології.
Найперші відеокамери базувалися на механічному  й використовувалися в експериментальних трансляціях у 1910–1930-х роках. Повністю електронні конструкції на основі трубки відеокамери, такі як іконоскоп Володимира Зворикіна та диссектор зображень Філо Фарнсворта, витіснили систему Ніпкова до 1930-х років. Вони широко використовувалися до 1980-х років, коли камери на основі твердотільних датчиків зображення, таких як пристрій із зарядовим зв’язком (ПЗЗ), а пізніше CMOS-сенсор з активним пікселем (CMOS-датчик), усунули типові проблеми з ламповими технологіями, такі як записування зображення, а також зробили робочий процес цифрового відео практичним, оскільки вихід датчика є цифровим, тому йому не потрібно конвертувати з аналогового.
Основою для твердотільних датчиків зображення є технологія метал-оксид-напівпровідник (MOS), яка походить від винаходу MOSFET (MOS-польового транзистора) у Bell Labs у 1959 році. Це призвело до розробки напівпровідникових датчиків зображення, включаючи ПЗС, а пізніше КМОП-датчик з активним пікселем. Першим напівпровідниковим датчиком зображення був пристрій із зарядовим зв’язком, винайдений у Bell Labs у 1969 році  на основі технології MOS-конденсаторів . Датчик NMOS з активним пікселем пізніше був винайдений на Olympus у 1985 році , що призвело до розробки датчика з активним пікселем CMOS у Лабораторії реактивного руху NASA у 1993 році.

## Різновиди відеокамер
Сучасні відеокамери мають величезну кількість дизайнів та призначень, не всі з яких повністю відповідають раннім телевізійним камерам. 
- Професійні відеокамери, як наприклад ті що використовуються у телебаченні та інколи виробництві фільмів; бувають мобільними або розташованими у студії (не мобільні). Такі камери зазвичай дозволяють операторові здійснити дуже точні ручні налаштування, часто аж до відмови від автоматичного використання.
- Камкордери, які поєднують камеру та відеомагнітофон або ж інший записувальний пристрій в одному апараті; ці камери мобільні, та широко використовуються у виробництві телепрограм, домашніх фільмів, для електронного збирання новин (включно з громадянською журналістикою), та подібними застосуваннями. Деякі цифрові камкордери є:
  - Кишеньковими відеокамерами.
- Камери відеоспостереження (англ. CCTV cameras ), система передавання інформації з відеокамер, телевізійних камер на обмежену кількість моніторів та/або записувальних пристроїв. Відмінність систем відеоспостереження від телевізійного мовлення полягає в тому, що сигнал не передається у відкритому режимі. Системи відеоспостереження часто використовуються для спостереження у місцях, які потребують постійного нагляду, таких як банки, банкомати, казино, вокзали, аеропорти, військові об'єкти та звичайні магазини тощо.
  - Вебкамери — це цифрові відео- чи фотокамери, які мають можливість, у реальному часі, фіксувати зображення, призначені для подальшого передавання мережею Інтернет (у програмах типу Skype, Instant Messenger тощо). Вебкамери, які доставляють зображення по інтернету, завантажують зображення на вебсервер чи за запитом, чи безперервно, або через певні проміжки часу. Це досягається шляхом підключення камери до комп'ютеру або завдяки можливостям самої камери. Деякі сучасні моделі мають апаратне та програмне забезпеченням, яке дозволяє камері самостійно працювати як вебсерверу, FTP-серверу, FTP-клієнту і/або відсилати зображення за допомогою електронної пошти.
- Цифрові камери — пристрої, які використовуються для зйомки відео чи створення фото-знімків або ж обох, в яких світлочутливим матеріалом є матриця або кілька матриць, що складаються з окремих пікселів, сигнал з яких представляється, обробляється і зберігається у самому апараті у цифровому вигляді. Це найпоширеніший пристрій для створення цифрових фотознімків. Більшість камер 21-го сторіччя є цифровими.
- Спеціальні системи, як наприклад ті, що використовуються в наукових дослідах, тобто на борту супутника або ж космічного апарата, чи у штучному розуму чи у дослідах пов'язаних з робототехнікою. Такі камери, зазвичай, налаштовано для здійснення інфрачервоних фотографій (для нічної зйомки та виявлення тепла) або задля виявлення рентгенівського випромінювання (для медичних та спектро-інтерферометричних завдань).